# Државно правобранилаштво
Државно правобранилаштво је државни орган Републике Србије којем је, сходно Закону о правобранилаштву из 2014. године, поверено да обавља послове правне заштите имовинских права и интереса Републике Србије.
Државно правобранилаштво је образовано 31. маја 2014. године, али је оно непосредни следбеник Републичког јавног правобранилаштва, које је, пак, непосредни следбеник Јавног правобранилаштва Србије, које је непрекидно постојало од 1952. године. Такође, Државно правобранилаштво је и посредни следбеник Државног правобранилаштва које је у Србији постојало од 1845. године, односно следбеник је и одговарајуће службе при Министарству финансија (Попечитељство финансија - Одељење промишљености) које је обављало правобранилачку функцију у Србији од 1839. године.

## Надлежности
Државно правобранилаштво, према Закону о правобранилаштву из 2014. године, обавља следеће послове:
- Заступа Републику Србију у правним поступцима пред судовима, арбитражама, органима управе и другим надлежним органима, када Република Србија има положај странке или умешача о чијим правима и обавезама се одлучује у том поступку.
- Пред судовима, арбитражама, органима управе и другим надлежним органима заступа државне органе и посебне организације који немају својство правног лица, државне органе и посебне организације који имају својство правног лица, а чије се финансирање обезбеђује из буџета Републике Србије и јавне установе чији је оснивач Република Србија, а чије се финансирање обезбеђује из буџета Републике Србије, у правним поступцима у којима ови субјекти учествују као странке или умешачи о чијим имовинским правима и обавезама се одлучује у том поступку.
- Може на основу посебно датог пуномоћја заступати у поступку пред судовима, арбитражама, органима управе и другим надлежним органима и друга правна лица чији је оснивач Република Србија.
- Заступа Републику Србију пред страним и међународним судовима и арбитражама и пред другим надлежним органима у иностранству. Државно правобранилаштво заступа Републику Србију и пред Европским судом за људска права у складу са Европском конвенцијом за заштиту људских права и основних слобода и додатним протоколима уз ову конвенцију.
- Прати и проучава правна питања од значаја за рад државних органа, као и примену закона и других општих правних аката, када је то од значаја за заштиту имовинских права и интереса Републике Србије и о уоченим проблемима обавештава Владу и друге надлежне државне органе.
- Овлашћено је да покрене поступак за оцену уставности закона, односно за оцену уставности и законитости других општих правних аката, ако оцени да су законом, односно другим општим правним актом повређена имовинска права и интереси Републике Србије или законом утврђени положај Државног правобранилаштва.
- Државном правобранилаштву се могу доставити ради давања правног мишљења нацрти правних послова које закључују субјекти које заступа, ако ти правни послови за предмет имају имовинска права и обавезе Републике Србије, односно тих субјеката. Државно правобранилаштво даје правна мишљења и о другим имовинскоправним питањима субјектима које заступа.
- Може на захтев другог правобранилаштва, односно јединице локалне самоуправе пружити стручну помоћ или преузети заступање. Када је поступањем другог правобранилаштва повређен јавни интерес, Државно правобранилаштво може преузети поступање од другог правобранилаштва.

Одређене надлежности Државног правобранилаштва утврђене су и у другим прописима, а између осталих: Законом о јавној својини, Законом о враћању одузете имовине и обештећењу, Законом о општем управном поступку, Законом о јавним набавкама, Законом о планирању и изградњи, Законом о привредним друштвима, Пословником Владе Републике Србије итд.

## Организација
Функцију Државног правобранилаштва обављају државни правобранилац и заменици државног правобраниоца. Државни правобранилац руководи радом и представља Државно правобранилаштво. За свој рад и рад Државног правобранилаштва одговоран је Влади и министру надлежном за правосуђе. Заменик државног правобраниоца одговоран је за свој рад државном правобраниоцу.
Државног правобраниоца, на предлог министра надлежног за правосуђе, поставља Влада на период од пет година и може бити поново постављен. Влада, на предлог министра надлежног за правосуђе, поставља заменика државног правобраниоца, на период од пет година. Заменик државног правобраниоца може бити поново постављен. Постављењу државног правобраниоца или заменика државног правобраниоца, односно предлагању кандидата за ове положаје претходи конкурс уређен Законом о државним службеницима.
Седиште Државног правобранилаштва је у Београду, Немањина 26.
Државно правобранилаштво има 11 одељења у градовима у Србији (Пожаревац, Зајечар, Ниш, Суботица, Зрењанин, Ваљево, Лесковац, Краљево, Ужице, Крагујевац и Нови Сад), у којима се обављају послови Државног правобранилаштва на подручју управних округа, градова и општина за које су одељења образована.
У Државном правобранилаштву постоји Секретаријат на челу са секретаром, као посебна унутрашња организациона јединица, у оквиру које је формирана и Писарница Државног правобранилаштва. Секретар Државног правобранилаштва помаже државном правобраниоцу у вршењу послова управе у Државном правобранилаштву.
У Државном правобранилаштву раде правобранилачки помоћници, правобранилачки приправници и други државни службеници и намештеници запослени на административним, рачуноводственим, информационим и другим пратећим пословима значајним за рад Државног правобранилаштва. Правобранилачки помоћници помажу заменику државног правобраниоца у обављању послова из делокруга Државног правобранилаштва, израђују правобранилачке поднеске и акте, предузимају радње заступања на расправама пред судом, органом управе или другим надлежним органом и врше друге послове предвиђене законом и актом о унутрашњем уређењу и систематизацији радних места.
Надзор над радом Државног правобранилаштва врши министарство надлежно за правосуђе.
Функцију државног правобраниоца од 11. септембра 2015. године обавља Оливера Станимировић.

## Државни правобранилац
Државни правобранилац је државни службеник на положају, старешина Државног правобранилаштва.
Функционер са истим називом постојао је у Кнежевини и Краљевини Србији од 1845. године, те и у Краљевини Југославији под називом врховни државни правобранилац. У Републици Србији, односно претходно у Социјалистичкој Републици Србији и Народној Републици Србији, непрекидно од 1952. до 2014. године исту функцију обављао је републички јавни правобранилац.
Државног правобраниоца на предлог министра надлежног за правосуђе поставља Влада Републике Србије на пет година и може бити поново постављен. За свој рад и рад Државног правобранилаштва одговара Влади и министру надлежном за правосуђе.
У Државном правобранилаштву постоји и још једна врста положаја — заменик државног правобраниоца. Истоветна функција, само под називом заменик републичког јавног правобраниоца, била је уведена савезним Основним законом о јавном правобранилаштву (1965) односно републичким Законом о јавном правобранилаштву (1968). Заменик државног правобраниоца може предузети сваку радњу из надлежности Државног правобранилаштва под истим условима као и државни правобранилац, осим радњи за које је законом изричито одређено да их може предузети само државни правобранилац (покретање поступка оцене уставности и законитости, подношење извештаја и обавештења Влади и министру надлежном за правосуђе и обављање других послова утврђених законом као надлежност државног правобраниоца — послови руковођења Државним правобранилаштвом). Заменика државног правобраниоца такође на предлог министра надлежног за правосуђе постављала Влада на пет година и може бити поново постављен.
За државног правобраниоца и заменика државног правобраниоца може бити постављен држављанин Републике Србије који испуњава опште услове за рад у државним органима, који је завршио правни факултет, положио правосудни испит и достојан је правобранилачке функције. Поред тога, да би био постављен, државни правобранилац мора имати десет година радног искуства у правној струци после положеног правосудног испита, а  заменик државног правобраниоца осам година.

## Државни правобраниоци
| Редослед | Државни правобранилац | Државни правобранилац | Државни правобранилац | Година рођења | Почетак мандата     | Крај мандата        | Напомене |
| -------- | --------------------- | --------------------- | --------------------- | ------------- | ------------------- | ------------------- | --- |
|          | Сњежана Продановић    | Сњежана Продановић    |                       | 1963          | 5. септембар 2014.  | 10. септембар 2015. | од 31. маја 2014. до постављења на положај руководила Државним правобранилаштвом као републички јавни правобранилац |
|          | Оливера Станимировић  | Оливера Станимировић  |                       | 1962          | 11. септембар 2015. | на положају         | |